# Lista miast w województwie pomorskim
W województwie pomorskim znajdują się 43 miasta o łącznej populacji 1 472 516 osób, co stanowi ok. 62,40% całej ludności województwa.
Największym miastem w województwie jest Gdańsk zamieszkiwany przez 487 834 osób. Populacja Gdańska stanowi 33,24% ludności miejskiej województwa. Ponadto znajduje się tu jeszcze jedno miasto, którego populacja przekracza 100 tys. mieszkańców – Gdynia. W województwie znajduje się 19 miast powiatowych, w tym 4 miasta na prawach powiatu: Gdańsk, Gdynia, Słupsk i Sopot. W tych czterech miastach zamieszkuje łącznie 35,82% populacji pomorskiego. Najmniejszym miastem powiatowym jest Sztum z populacją 8985 mieszkańców, a największym miastem niebędących siedzibą powiatu jest Rumia zamieszkiwana przez 53 585 osoby. Najmniejszą liczbę ludności ma Krynica Morska – 1159 osób.
Największą powierzchnię zajmuje Gdańsk – 265,87 km², zaś najmniejszą Skórcz – 3,63 km². Łącznie powierzchnia obszarów miejskich w województwie wynosi 1076,48 km², czyli ok. 5,87% jego powierzchni. Jednocześnie największą gęstość zaludnienia w województwie na poziomie ok. 2567,96 os./km² ma Tczew, zaś najmniejszą gęstością cechuje się Krynica Morska – 9,89 os./km².
Najwięcej – po cztery miasta znajdują się w powiatach puckich i starogardzkich, z kolei tylko po jednym mieście znajduje się w powiatach gdańskim i kościerskim.
Najmłodszym miastem województwa jest Kobylnica, która prawa miejskie otrzymała 1 stycznia 2025 r..
| Rozmieszczenie miast na mapie województwa pomorskiego |
| --- |
| GdańskGdyniaSłupskTczewRumiaWejherowoStarogard GdańskiChojniceKwidzynMalborkLęborkSopotPruszcz GdańskiRedaKościerzynaBytówKartuzyUstkaCzłuchówPuckCzerskNowy Dwór GdańskiMiastkoWładysławowoSztumPrabutyPelplinSkarszewyŻukowoGniewCzarneBrusyDzierzgońDebrznoKobylnicaNowy StawSkórczKępiceŁebaHelCzarna WodaJastarniaKrynica Morska Miasta według populacji: · – powyżej 100 tys.; – od 50 do 100 tys.; – od 20 do 50 tys.; – od 10 do 20 tys.; – od 5 do 10 tys.; – poniżej 5 tys.; |

W tabeli przedstawiono wszystkie miasta województwa pomorskiego uszeregowane według liczby ludności. Informacje dotyczące liczby ludności podano na podstawie danych Głównego Urzędu Statystycznego według stanu na dzień 30 czerwca 2024. Nazwy miast powiatowych pogrubiono, a nazwy miast na prawach powiatu dodatkowo zapisano kursywą. Nazwiska włodarzy miast, posługujących się tytułem prezydenta miasta zapisano kursywą.
| #   | Herb | Nazwa             | Powiat       | Liczba ludności (30 czerwca 2024) | Powierzchnia [km²] | Gęstość zaludnienia [os./km²] | Burmistrz/Prezydent           | Współrzędne                               |
| --- | ---- | ----------------- | ------------ | --------------------------------- | ------------------ | ----------------------------- | ----------------------------- | ----------------------------------------- |
| 1.  |      | Gdańsk            | Gdańsk       | 487 834                           | 265,87             | 1835                          | Aleksandra Dulkiewicz         | 54°20′51″N 18°38′43″E/54,347500 18,645278 |
| 2.  |      | Gdynia            | Gdynia       | 240 554                           | 135,20             | 1779                          | Aleksandra Kosiorek           | 54°31′09″N 18°32′22″E/54,519167 18,539444 |
| 3.  |      | Słupsk            | Słupsk       | 85 135                            | 52,74              | 1973                          | Krystyna Danilecka-Wojewódzka | 54°27′57″N 17°01′45″E/54,465833 17,029167 |
| 4.  |      | Tczew             | tczewski     | 56 676                            | 22,35              | 2536                          | Łukasz Brządkowski            | 54°05′32″N 18°46′38″E/54,092222 18,777222 |
| 5.  |      | Rumia             | wejherowski  | 53 585                            | 30,06              | 1783                          | Michał Pasieczny              | 54°34′14″N 18°23′16″E/54,570556 18,387778 |
| 6.  |      | Wejherowo         | wejherowski  | 45 734                            | 26,99              | 1694                          | Krzysztof Hildebrandt         | 54°36′15″N 18°14′56″E/54,604167 18,248889 |
| 7.  |      | Starogard Gdański | starogardzki | 45 184                            | 25,28              | 1787                          | Janusz Stankowiak             | 53°57′47″N 18°31′33″E/53,963056 18,525833 |
| 8.  |      | Chojnice          | chojnicki    | 38 508                            | 21,04              | 1830                          | Arseniusz Finster             | 53°41′39″N 17°33′23″E/53,694167 17,556389 |
| 9.  |      | Kwidzyn           | kwidzyński   | 36 731                            | 21,54              | 1705                          | Sebastian Kasztelan           | 53°44′09″N 18°55′51″E/53,735833 18,930833 |
| 10. |      | Malbork           | malborski    | 36 573                            | 17,16              | 2131                          | Marek Charzewski              | 54°02′06″N 19°01′41″E/54,035000 19,028056 |
| 11. |      | Lębork            | lęborski     | 33 865                            | 17,86              | 1896                          | Jarosław Litwin               | 54°32′21″N 17°44′50″E/54,539167 17,747222 |
| 12. |      | Pruszcz Gdański   | gdański      | 32 270                            | 16,46              | 1961                          | Janusz Wróbel                 | 54°15′43″N 18°38′11″E/54,261944 18,636389 |
| 13. |      | Sopot             | Sopot        | 31 696                            | 17,36              | 1826                          | Magdalena Czarzyńska-Jachim   | 54°26′31″N 18°33′35″E/54,441944 18,559722 |
| 14. |      | Reda              | wejherowski  | 28 866                            | 33,46              | 863                           | Krzysztof Krzemiński          | 54°36′27″N 18°20′46″E/54,607500 18,346111 |
| 15. |      | Kościerzyna       | kościerski   | 23 353                            | 15,86              | 1472                          | Michał Majewski               | 54°07′19″N 17°58′52″E/54,121944 17,981111 |
| 16. |      | Bytów             | bytowski     | 16 218                            | 8,72               | 1860                          | Ryszard Sylka                 | 54°10′16″N 17°29′27″E/54,171111 17,490833 |
| 17. |      | Kartuzy           | kartuski     | 13 687                            | 6,80               | 2013                          | Mieczysław Gołuński           | 54°20′06″N 18°12′05″E/54,335000 18,201389 |
| 18. |      | Ustka             | słupski      | 13 574                            | 11,09              | 1224                          | Jacek Maniszewski             | 54°34′43″N 16°52′09″E/54,578611 16,869167 |
| 19. |      | Człuchów          | człuchowski  | 12 958                            | 12,78              | 1014                          | Ryszard Szybajło              | 53°39′52″N 17°21′36″E/53,664444 17,360000 |
| 20. |      | Puck              | pucki        | 10 419                            | 4,79               | 2175                          | Hanna Pruchniewska            | 54°43′04″N 18°24′31″E/54,717778 18,408611 |
| 21. |      | Czersk            | chojnicki    | 9843                              | 9,73               | 1012                          | Przemysław Biesek-Talewski    | 53°47′34″N 17°58′26″E/53,792778 17,973889 |
| 22. |      | Nowy Dwór Gdański | nowodworski  | 9435                              | 5,07               | 1861                          | Jacek Michalski               | 54°12′45″N 19°07′00″E/54,212500 19,116667 |
| 23. |      | Miastko           | bytowski     | 9283                              | 5,68               | 1634                          | Witold Zajst                  | 53°59′57″N 16°58′35″E/53,999167 16,976389 |
| 24. |      | Władysławowo      | pucki        | 9154                              | 13,66              | 670                           | Roman Kużel                   | 54°47′35″N 18°24′52″E/54,793056 18,414444 |
| 25. |      | Sztum             | sztumski     | 8985                              | 4,59               | 1958                          | Leszek Tabor                  | 53°55′18″N 19°02′01″E/53,921667 19,033611 |
| 26. |      | Prabuty           | kwidzyński   | 8053                              | 7,29               | 1105                          | Marek Szulc                   | 53°45′21″N 19°11′51″E/53,755833 19,197500 |
| 27. |      | Pelplin           | tczewski     | 7118                              | 4,42               | 1610                          | Mirosław Chyla                | 53°55′34″N 18°42′04″E/53,926111 18,701111 |
| 28. |      | Żukowo            | kartuski     | 6723                              | 4,73               | 1421                          | Mariola Zmudzińska            | 54°20′45″N 18°21′38″E/54,345833 18,360556 |
| 29. |      | Skarszewy         | starogardzki | 6587                              | 10,79              | 610                           | Jacek Pauli                   | 54°04′02″N 18°26′45″E/54,067222 18,445833 |
| 30. |      | Gniew             | tczewski     | 6098                              | 6,04               | 1010                          | Maciej Czarnecki              | 53°50′08″N 18°49′21″E/53,835556 18,822500 |
| 31. |      | Czarne            | człuchowski  | 5547                              | 46,49              | 119                           | Piotr Zabrocki                | 53°41′02″N 16°56′23″E/53,683889 16,939722 |
| 32. |      | Brusy             | chojnicki    | 5053                              | 5,20               | 972                           | Witold Ossowski               | 53°53′08″N 17°43′19″E/53,885556 17,721944 |
| 33. |      | Dzierzgoń         | sztumski     | 4850                              | 3,90               | 1244                          | Jolanta Szewczun              | 53°55′24″N 19°21′05″E/53,923333 19,351389 |
| 34. |      | Debrzno           | człuchowski  | 4805                              | 7,51               | 640                           | Wojciech Kallas               | 53°32′17″N 17°14′10″E/53,538056 17,236111 |
| 35. |      | Kobylnica         | słupski      | 4767                              | 9,95               | 479                           | Anna Gliniecka-Woś            | 54°26′26″N 16°59′54″E/54,440556 16,998333 |
| 36. |      | Nowy Staw         | malborski    | 3952                              | 4,86               | 813                           | Jerzy Szałach                 | 54°08′08″N 19°00′48″E/54,135556 19,013333 |
| 37. |      | Skórcz            | starogardzki | 3422                              | 3,63               | 943                           | Janusz Kosecki                | 53°47′48″N 18°31′34″E/53,796667 18,526111 |
| 38. |      | Kępice            | słupski      | 3254                              | 6,11               | 533                           | Magdalena Majewska            | 54°14′28″N 16°53′23″E/54,241111 16,889722 |
| 39. |      | Łeba              | lęborski     | 3029                              | 16,56              | 183                           | Agnieszka Derba               | 54°45′40″N 17°33′26″E/54,761111 17,557222 |
| 40. |      | Hel               | pucki        | 2755                              | 22,90              | 120                           | Mirosław Wądołowski           | 54°36′42″N 18°48′29″E/54,611667 18,808056 |
| 41. |      | Czarna Woda       | starogardzki | 2643                              | 9,93               | 266                           | Arkadiusz Gliniecki           | 53°50′40″N 18°06′00″E/53,844444 18,100000 |
| 42. |      | Jastarnia         | pucki        | 2581                              | 5,00               | 516                           | Tyberiusz Narkowicz           | 54°41′58″N 18°40′36″E/54,699444 18,676667 |
| 43. |      | Krynica Morska    | nowodworski  | 1159                              | 118,57             | 10                            | Adam Ostrowski                | 54°22′57″N 19°26′40″E/54,382500 19,444444 |